# Ameryka (Dobrzeń Wielki)
Ameryka (niem. Amerika)  – część wsi Dobrzeń Wielki w Polsce, położona w województwie opolskim, w powiecie opolskim, w gminie Dobrzeń Wielki.